# Grégoire de Rostrenen
Grégoire de Rostrenen (Perret (Costes del Nord), 1667 - Roscoff, 1750) fou un monjo, predicador i lexicògraf bretó. No se sap amb exactitud quan i on havia nascut, perquè tampoc se sap el seu veritable nom. Segons el seu diccionari hom pot pensar que Tanguy era el seu nom de bateig i Gregori, el nom de religió.
El 1691 va entrar a l'orde de Sant Francesc i dotze mesos més tard el trobem al convent de Croisic. Fou ordenat sacerdot el 1702 a la catedral de Saint-Malo i es convertí en un predicador famós. El 1705 va pronunciar el sermó de quaresma a Saint-Pol-de-Léon. El 1723 va viure al convent de Quimperlé i el 1730 al de Morlaix. Va morir a Roscoff el 1750, segons l'arxiver dels Pares Caputxins.
El seu diccionari, influït pel de Julien Maunoir, es va publicar el 1732 a Rennes pel Parlament de Bretanya. Va ser reeditat amb algunes correccions d'editor el 1834. En el pròleg de la seva gramàtica francesa-cèltica declara que la publicació de determinades expressions i proverbis en aquest llibre li han guanyat molts adversaris. Segons Kerdanet, també és l'autor d'An exerciçou spirituel eus ar vuez christen evit ar Mission. Les seves observacions sobre el bard Guinclan en el seu diccionari van conduir al descobriment d'un dels més antics manuscrits bretons, un llibre profètic del segle xv evocant el rei Artús.

## Obres
- Dictionnaire François-Celtique ou François-breton necessaire à tous ceux qui veulent apprendre à traduire le françois en celtique ou en language breton, pour prêcher, catechiser selon les différents dialectes de chaque diocèse, utile et curieux pour s'instruire à fon de la langue bretonne et pour trouver l'etymologie de plusieurs mots françois et bretons de noms propres de villes et de maisons par le P.F. Grégoire de Rostrenen, prêtre et prédicateur capucin, per Julien Vatar, Rennes, 1732, 978 p. in-4; segona edició B. Jollivet, Guingamp, 1834, 2 toms, in-8, XXIV-468 pàgines i 432 pàgines.
- Gregoire de Rostrenen Grammaire française-celtique, ou française-bretonne, contenant tout ce qui nécessaire pour apprendre, par les règles, la langue celtique ou bretonne, Guingamp, 1883
- an exerciçou spirituel eus ar vuez christen evit ar Mission, impimerie R. Malassis, Brest 1767, primera edició 1712